# Réserve écologique de la Grande-Rivière
La réserve écologique de la Grande-Rivière est située à 25 km au nord-ouest de la Grande-Rivière. Elle protège les 40 km de l'amont la Grande Rivière ainsi que ses affluents et les versants de la vallée. La réserve écologique assure la conservation de tous les milieux naturels et la protection d’une flore calcicole, dont trois plantes menacées ou vulnérables.
La réserve écologique de la Grande-Rivière protège aussi les frayères du saumon atlantique.